# Clematis pingbianensis
Clematis pingbianensis är en ranunkelväxtart som beskrevs av Wen Tsai Wang. Clematis pingbianensis ingår i släktet klematisar, och familjen ranunkelväxter. Inga underarter finns listade i Catalogue of Life.